# HD 221287
HD 221287 (HIP 116084 / SAO 247912) es una estrella en la constelación austral de Tucana de magnitud aparente +7,81. En 2007 se anunció el descubrimiento de un planeta extrasolar orbitando en torno a esta estrella.
HD 221287 es una estrella blanco-amarilla más caliente y luminosa que el Sol de tipo espectral F7V. Con una temperatura efectiva de 6305 K, su luminosidad es un 80% superior a la del Sol y su radio es un 10% mayor que el radio solar. Sus características son similares a las de Zavijava (β Virginis) y es casi idéntica a Ji Draconis A, pero está mucho más alejada que ambas, ya que se encuentra a 173 años luz de distancia.
La metalicidad de HD 221287 es semejante a la del Sol. Con una masa de 1,25 masas solares, su edad se estima en unos 1300 millones de años.

## Sistema planetario
El planeta, designado HD 221287 b, tiene una masa mínima 3,09 veces mayor que la del planeta Júpiter. Su distancia media a la estrella es de 1,25 UA y su período orbital es de 456 días. La excentricidad de la órbita es aproximadamente del 8%.
| Acompañante (En orden desde la estrella) | Masa (MJ)     | Período orbital (días) | Semieje mayor (UA) | Excentricidad |
| ---------------------------------------- | ------------- | ---------------------- | ------------------ | ------------- |
| b                                        | > 3,09 ± 0,79 | 456,1 ± 7,7            | 1,25 ± 0,04        | 0,08 ± 0,17   |